# ハッケン!!
『ハッケン!!』は、フジテレビ系列（一部の局のみ）で、2006年10月7日から2008年6月28日まで、毎週土曜日の9:55 - 11:40（JST）に放送されていた報道・情報番組。
2007年4月7日以前の番組タイトルは『知的冒険 ハッケン!!』（ちてきぼうけん - ）。なお、番組ロゴの下には「DISCOVERY」と書かれている。

## 概要
『THE WEEK』（1989 - 1998年）以来ほぼ定着しているフジテレビ系列土曜午前の情報番組。小倉智昭は平日の『情報プレゼンター とくダネ!』と並んで月-土曜日にフジテレビの午前でメインキャスターを担当することとなった。
開始から半年後にはタイトルから『知的冒険』をはずして『ハッケン!!』とし、女性キャスターを小林はるかから内田恭子に交代しリニューアルした。2008年6月28日を以て終了。

## 出演者
メインキャスター（MC）
- 2006.10.7 - 2007.3.31：小倉智昭（フリーアナウンサー）、小林はるか（フリーアナウンサー、のちにTBSアナウンサー)
- 2007.4.7 - 2008.6.28：小倉智昭、内田恭子（フリーアナウンサー、元フジテレビアナウンサー）

ご意見番
- 田崎史郎（時事通信社解説委員、2007年10月にパネラーから昇格）

パネラー
- 品川祐（品川庄司）
- 森永卓郎（獨協大学教授、2007年10月6日より）
- フィフィ（月1回程度の出演、番組末期は出演なし） - 「Back to the ニッポン!」というコーナーを担当。
- ルー大柴（2008年1月5日より出演）

コーナー出演
- スポーツエモ斬り
  - 江本孟紀（スポーツ解説者、2007年10月6日よりパネラーから変更。）
- ニュースハンターQ
  - 戸部洋子（フジテレビアナウンサー、2007年10月6日より）

ゲストコメンテーター
- 中瀬ゆかり（『新潮45』編集長）
- 山本モナ
- 安めぐみ

など
取材&中継リポーター
- 小穴浩司（フジテレビアナウンサー）

ナレーション
- 湯浅真由美
- 鈴木渢
- 根岸朗

### 過去の出演者
パネラー
- 渡辺淳一
- 長井秀和
- やすみりえ
  - 以上の3人は番組改編により、2007年3月31日の放送で出演終了。

レポーター
- 塚越孝（フジテレビアナウンサー）
- 相川梨絵（フリーアナウンサー）
  - 番組改編により、2007年3月31日の放送で出演終了。
- 小林はるか（フリーアナウンサー、2007年9月までは情報キャスター）
  - 2008年3月29日の放送で出演終了。

## タイムテーブル、主なコーナー
※最終回時点
- 9:55 - ニュース一週間

一週間の中で起きた大きな出来事を小倉が紹介する。ここで紹介されたニュースは基本的に番組内では取り上げない。
- 9:56 - オープニング

オープニングCGの後、全員前に出た状態で軽いトークをしてメインニュースへ移る。
（ - 2007年1月）ソファーに座りながら新聞を読んだりしながらのトークする。
（2007年4月 - ）メインキャスターが前に立ち『とくダネ!』同様小倉の「おはようございます!」で始まる。軽くつかみのフリートークをする。ただ、『とくダネ!』とは違い、トークは短めにされている。
- 10:00頃 - メインニュース1本
- 10:25頃 - 茶の間に聞け!1億総コメンテーターズ

その週の大きな事件や芸能ニュース2〜3本を取り上げ、小林・小穴のレポート、田崎の解説をメインに出演者全員がコメントする。2007年10月6日の放送からテレゴングで視聴者の意見を聞くようになった。
この番組の放送終了後、このコーナーは、同じ番組改編により日曜22:00 - 23:10に放送開始した情報番組『サキヨミLIVE』に継承された。
- 10:45頃 - ニュースハンターQ

品川をメインにその週の芸能ニュースや海外ニュースから4.5本を取り上げ、その後3択クイズを行う。特に品川が興味を持ったものはコーナーの最後に画像フリップを紙芝居のようにしながら品川が解説する。
- 11:10頃 - ハッケン!! スポーツ エモ斬り

江本孟紀と小倉によるスポーツコーナー。2007年10月6日の放送より当日の出演者全員がコメントするようになった。フィフィのコーナーがある場合や大きなスポーツニュースがある場合は開始時間が異なる。
- 11:20頃 -  メインニュース（1-2本）
- 11:35頃 - 茶の間ザ・ワールド（2008年4月5日～）

街中の在日外国人に、日本の話題になっているニュースについて賛成か反対かを聞き、その理由をコメントしてもらうコーナー。時間がある場合は感想コメントをパネラーが述べる。
- 11:37頃 - エンドトーク、または当日開催のメジャーリーク、ゴルフ情報
- 11:40頃 - ○○のここだけの話

小林・内田によるスポーツ中継告知や来週の予告になっている、○○には当日コーナー担当者の名前が入る。

### 終了したコーナー
- ハッケン!本当にあったニュース
  - 塚越孝が珍しい事件や報道されない小さな記事を取り上げるコーナー。
- 日本全国 そんなんあり?!
  - フィフィがエジプト出身の目を生かして納得できないことを調査・取材する。
- 渡辺淳一 This Week
  - その週の出来事について渡辺が色紙に毛筆で書いたものを手に、一人で解説・コメントする。
- ニュースな男と女
- 今日の反省会
  - 小倉が選出した1人がED後反省コメントを言う。
- 週刊ジャンクニュース
  - 品川を編集長とし、小林が助手を務める。アッコにおまかせ!のような巨大パネルを使い進行する。タイトルは、内田が出演しているジャンクSPORTSから来たものだと思われる。
- 世界のCM
  - 主にカンヌ映画祭受賞作品の海外CMを流し、小林が解説を行う。
- Back to the ニッポン（フィフィ出演時のみ）
  - フィフィが日本各地のおかしな日本についてレポート
- 業界虫めがね
  - 世相から話題を1つ取り上げ、小林が進行解説を行うコーナー。

## ネット局
- フジテレビ（制作局）
- 北海道文化放送
- 岩手めんこいテレビ
- 仙台放送
- さくらんぼテレビ
- 福島テレビ
- 長野放送
- テレビ新広島
- テレビ長崎
- テレビ熊本

## スタッフ
最終回放送分
- 構成：藤岡俊幸、長江俊和、石川サトシ
- TD：山本和義
- カメラ：冨田武司
- 音声：大久保保
- VE：山本宏
- 照明：中村英二
- 音響効果：星川秀一
- 編集：テレモーションマックス
- 技術協力：共同テレビ、八峯テレビ
- 美術制作：片岡浩美
- 美術進行：小野秀樹
- デザイン：水上啓光
- 大道具：橋博史
- アクリル装飾：臼井彩乃
- メイク：山田かつら
- 装飾：テレフィット
- 電子タイトル：タイトルアート
- 校正：黒木勝己
- CG：北岡誠、佐藤康夫
- 制作デスク：加用有香里
- TK：馬場陽子
- タイトルデザイン：藤本由里子
- 手書きタイトル：湯浅信人
- AD：玉井裕二、山本志穂美、坂本耕司、佐藤公亮、小野澤桂、徳克敏
- ディレクター：大久保光規、高比良抗介、小坂真夕子、坂本隆太、杉﨑朋子、高橋龍平、水谷佐和子、佐藤洋一、松﨑祥悟、野上千草、恒石真人、飯田範子、山﨑貴博
- FD：藤木伸一郎
- AP：熊田辰男
- 総合演出：荒木勲
- プロデューサー：濱潤（「情報ライブ EZ!TV」情報担当）→塩田千尋
- 制作：フジテレビ情報制作局情報制作センター
- 制作著作：フジテレビ